# Риверсайд (тауншип, Миннесота)
Риверсайд (англ. Riverside) — тауншип в округе Лак-ки-Парл, Миннесота, США. На 2000 год его население составило 301 человек.

## География
По данным Бюро переписи населения США площадь тауншипа составляет 89,3 км², из которых 89,2 км² занимает суша, а 0,2 км² — вода (0,17 %).

## Демография
По данным переписи населения 2000 года здесь находились 301 человек, 113 домохозяйств и 82 семьи.  Плотность населения —  3,4 чел./км².  На территории тауншипа расположено 122 постройки со средней плотностью 1,4 построек на один квадратный километр. Расовый состав населения: 99,67 % белых и 0,33 % приходится на две или более других рас.
Из 113 домохозяйств в 30,1 % воспитывались дети до 18 лет, в 67,3 % проживали супружеские пары, в 1,8 % проживали незамужние женщины и в 27,4 % домохозяйств проживали несемейные люди. 22,1 % домохозяйств состояли из одного человека, при том 5,3 % из — одиноких пожилых людей старше 65 лет. Средний размер домохозяйства — 2,61, а семьи — 3,10 человека.
28,6 % населения — младше 18 лет, 5,3 % — в возрасте от 18 до 24 лет, 27,6 % — от 25 до 44, 22,6 % — от 45 до 64, и 15,9 % — старше 65 лет. Средний возраст — 40 лет. На каждые 100 женщин приходилось 115,0 мужчин.  На каждые 100 женщин старше 18 приходилось 119,4 мужчин.
Средний годовой доход домохозяйства составлял 43 750 долларов, а средний годовой доход семьи —  48 472 доллара. Средний доход мужчин —  28 500  долларов, в то время как у женщин — 19 375. Доход на душу населения составил 19 205 долларов. За чертой бедности находились 9,9 % семей и 11,1 % всего населения тауншипа, из которых 10,6 % младше 18 и 9,3 % старше 65 лет.